# Municipio de San Fernando (Chiapas)
El municipio de San Fernando es un municipio en el norte del estado de Chiapas, México. Se encuentra a 15 km de Tuxtla Gutiérrez.

## Toponimia
El pueblo antiguo fue fundado por los zoques, quienes lo nombraron Tzonoapan, que quiere decir "Cabeza del agua" Shahuipac, es decir "Barranco del mono"; de Shahui, mono; y Pac, barranco, es uno de los ocho barrios que tuvo Tzonoapan, los cuales eran: Mutupac,(Barranco de brotadero en la sombra) Chixpac,(Barranco pequeño) Jacupac,(Barranco de Yerba santa) Chaguipac,(Barranco del mono) Tinjopac,(Barranco de inmundicias), Zagualomá,(Loma de los vientos) Cuchuquí (Loma de la flor blanca)  y Pamaló, ( Loma de las palmas). Junto a Tzonoapan estaban dos núcleos más de población que se denominaron Camotzonoapan, que quiere decir "Junto a la cabeza del agua", y que actualmente es la región de las colonias 16 de septiembre y Viva Cárdenas, y Tzoteapan "Agua del Shuti", que en la actualidad es Gabriel Esquinca.

## Geografía
San Fernando colinda al norte con Copainalá, al Noreste con Chicoasén, al este con Osumacinta, al sur con Tuxtla Gutiérrez y al oeste con Berriozábal.  Ocupa parte de la Zona Protectora Forestal Vedada "Villa Allende" y El Parque nacional "Cañón del Sumidero". Se ubica en la región económica "I Centro" del estado de Chiapas. 
Sus ríos más importante son el Mezcalapa o Grijalva, así como los ríos el Barrancón, Blanco, Cuachin, El Celin y los arroyos El Shuti, Zacatonal y Jacorió.

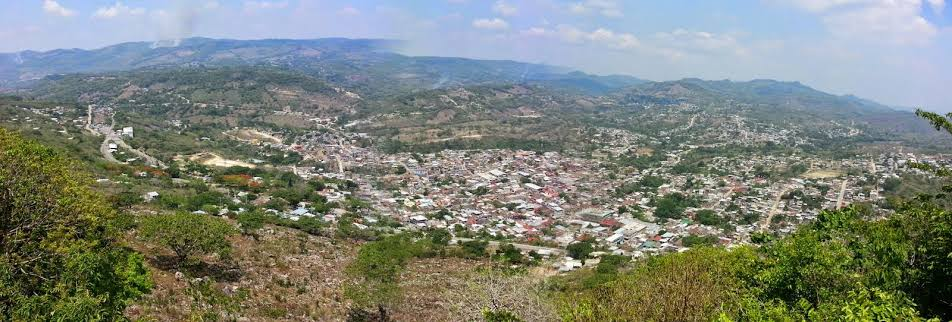
Vista panorámica de San Fernando

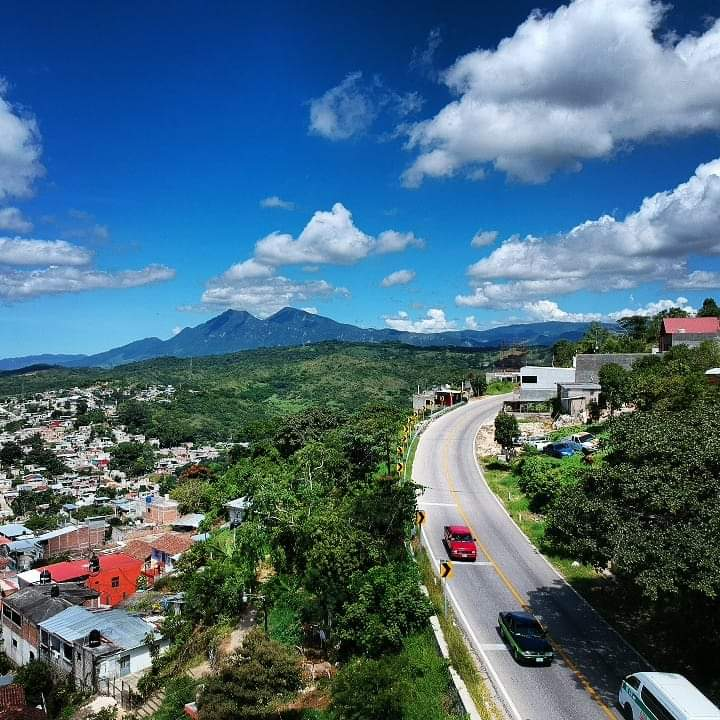
Vista de la carrera internacional, San Fernando, Chiapas

Las coordenadas de la cabecera municipal son: 16° 52' 15 de latitud norte y 93° 12' 25 de longitud oeste. Se ubica a una altitud de 990 metros sobre el nivel del mar.

## Demografía
En el censo de 2020 el municipio de San Fernando contaba con 150 localidades.

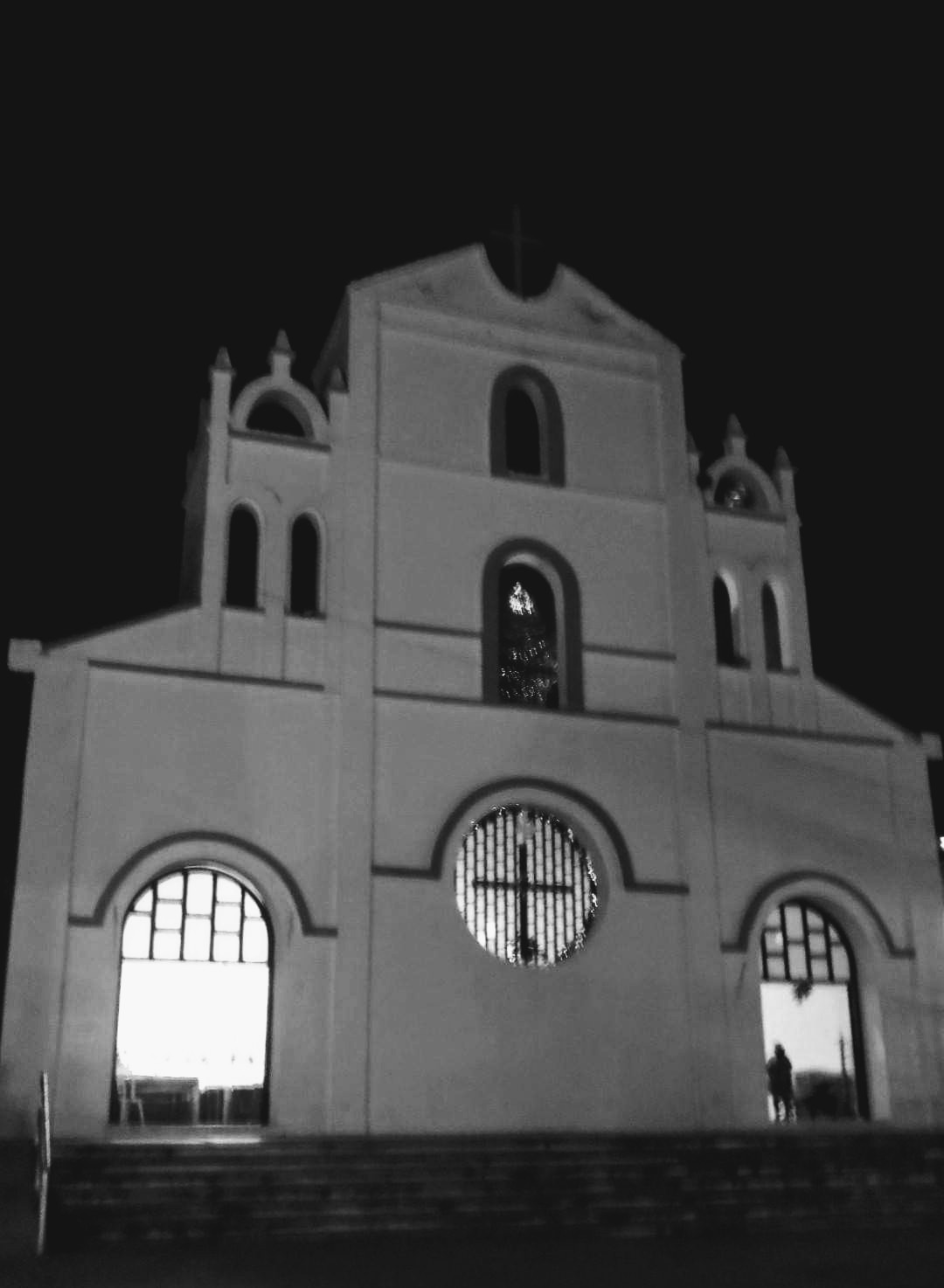
Parroquia de San Fernando

| Código INEGI      | Localidad               | Población (2020) |
| ----------------- | ----------------------- | ---------------- |
| 070790001         | San Fernando            | 11 867           |
| 070790043         | El Progreso             | 3 443            |
| 070790022         | Francisco I. Madero     | 2 432            |
| 070790012         | El Copalar              | 2 402            |
| 070790023         | Gabriel Esquinca        | 2 334            |
| 070790073         | Viva Cárdenas           | 2 101            |
| 070790004         | Benito Juárez           | 1 850            |
| 070790003         | Álvaro Obregón          | 1 755            |
| 070790016         | Dieciséis de Septiembre | 1 358            |
| 070790026         | Miguel Hidalgo          | 1 193            |
| Otras localidades | Otras localidades       | 11 058           |
| Total municipal   | Total municipal         | 41 793           |

## Desarrollo
Actualmente la economía de San Fernando se ha ido diversificando. El municipio, al estar en constante interrelación de actividades con la capital chiapaneca, ha sido invitado a formar parte de la Zona Metropolitana de Tuxtla Gutiérrez (ZMTG), aunque actualmente se encuentra en proceso de integración, el presidente municipal es parte del Consejo Metropolitano, como invitado, atendiendo así las actividades pertinentes para pertenecer oficialmente a la ZMTG.
Por la cercanía mencionada, el clima cálido subhumedo, y la tranquilidad vecinal, se ha visto una mayor afluencia de visitantes y de foráneos nacionales que suelen estar  por un lapso de tiempo que va desde un día 
hasta lo superior a un mes, en ocasiones, estas llegan a convertirse en residentes oficiales del municipio.  
Quienes visitan, suelen llegar a los restaurantes, centros de atracción del municipio y sus colonias; como el caso de las colonias Viva Cárdenas, Obregón y 16 de Septiembre. Tal hecho ha propiciado la construcción de centros turísticos y recreativos que ofrecen servicios como paseos a caballo, tirolesas, motocross, restaurantes y balnearios.

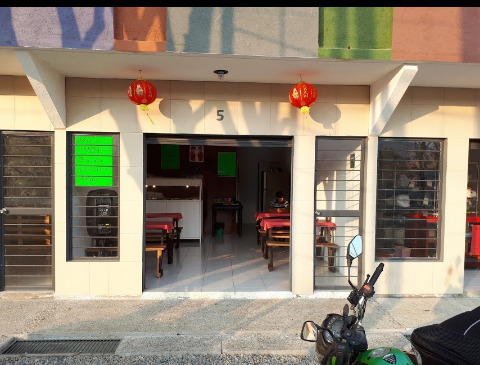
Restaurante de comida china en un mini centro comercial

En la cabecera municipal recientemente se inauguraron hoteles, tiendas 24 horas de autoservicio, nuevos ATM, y prosperan varios proyectos inmobiliarios y comerciales. 

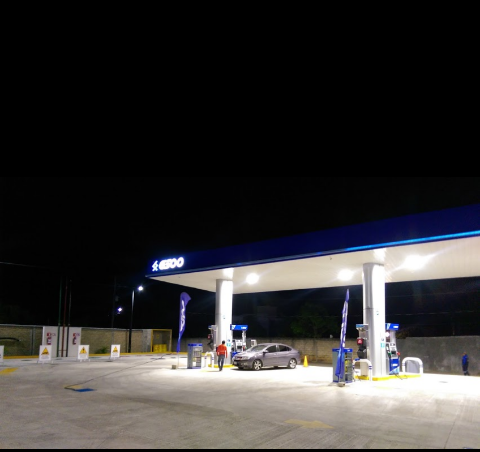
Gasolinera en la colonia Viva Cárdenas

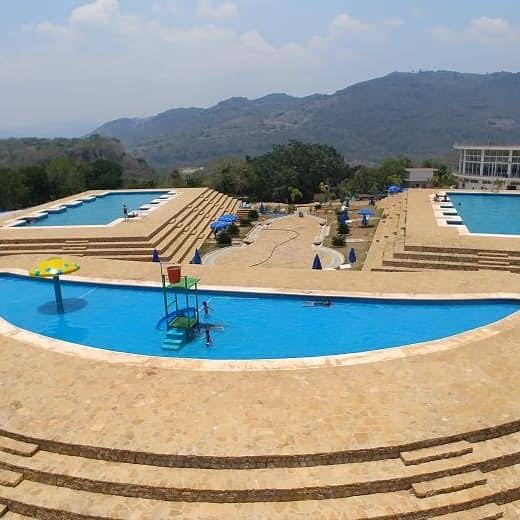
Albercas Las Pirámides en San Fernando, Chiapas

## Lugares turísticos
En San Fernando, Chiapas se están llevando a cabo proyectos para aumentar y atraer visitantes al municipio. En la actualidad existen lugares considerados puntos obligados para disfrutar de la cocina local y campestre, como los restaurantes "Toños", "Real de dos", "Ricavilla" y cocinas familiares ubicadas a lo largo de la carretera Tuxtla-San Fernando que ofrecen barbacoa de borrego, caldo de gallina y demás platillos  pupulares. 
Para hacer contacto con la naturaleza hay centros ecoturisticos como el "Parque ecológico Tzimbác" en la ribera Tztinzún, el centro recreativo "Tres hermanos" ubicado en la carretera al Chininal,  La Cueva ubicada en la colonia Cuauhtémoc y el Cerro de la Cruz ubicando muy cerca de la cabecera. En este último aproximadamente a 350 m s.n.m. hay una cruz con una altura de 3.5 metros, a la cual quienes profesan la religión católica suelen subir y celebrar misa en el Día de la Santa Cruz, y tiene la mejor vista panorámica hacia la cabecera municipal. 
También se cuenta con el balneario "Las Piramides", famoso por la forma peculiar de sus albercas, de la cual toma su nombre. Es un espacio familiar ideal para la convivencia en la temporada de primavera y verano. 
En la entrada principal a la cabecera  se encuentra "El arco" que da la bienvenida al municipio,  y el "Monumento al Tigre", una estatua que representa a los personajes principales del Carnaval Zoque de San Fernando. Por sus calles hay murales plasmados en casas antiguas que muestran su costumbres  y tradiciones, e intentan rescatar con algunas frases la extinta lengua zoque del municipio. 

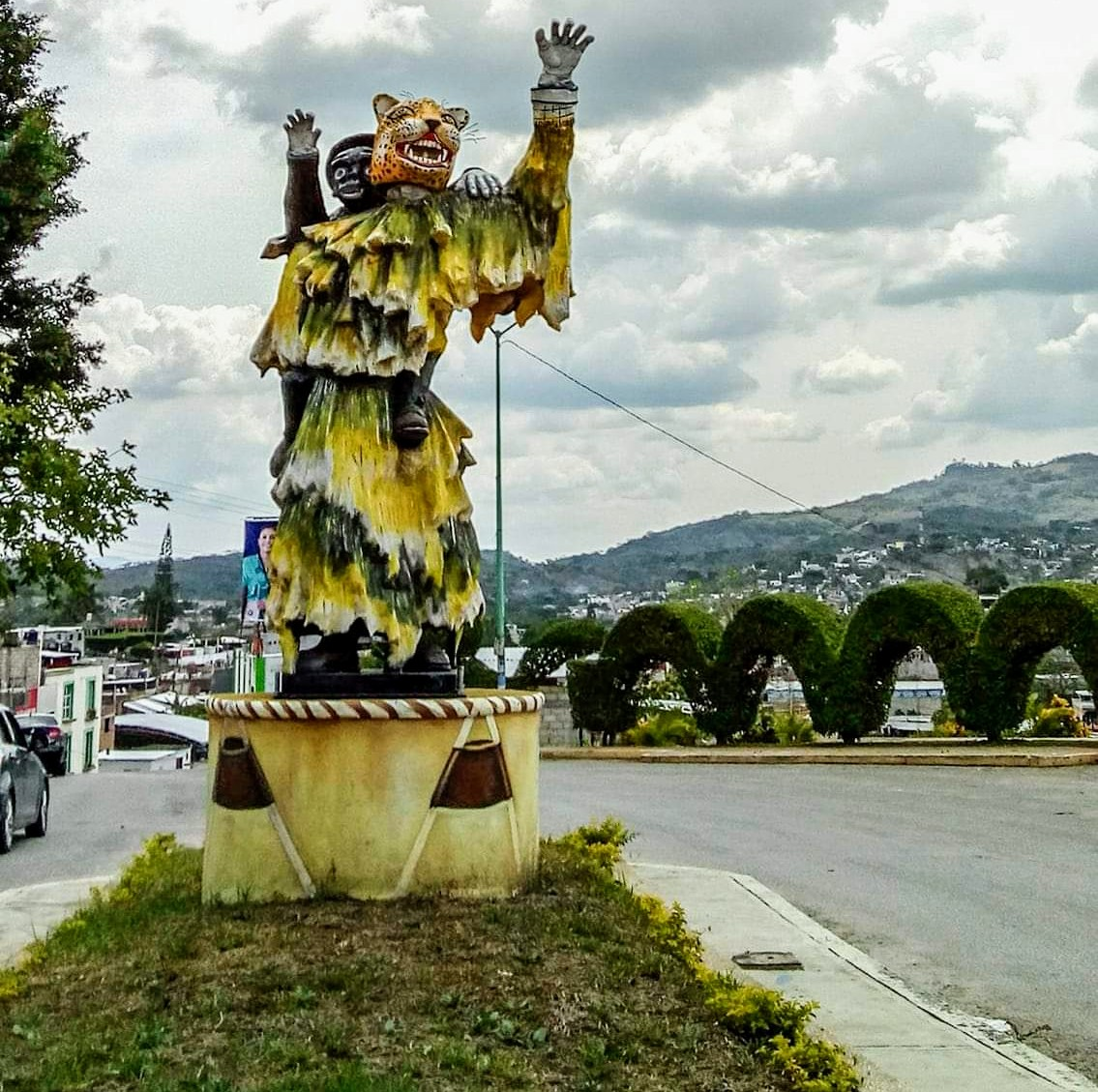
Monumento de "El Tigre" en la entrada de San Fernando

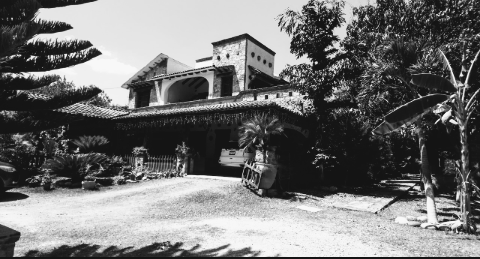
Restaurante cerca de San Fernando, Chiapas

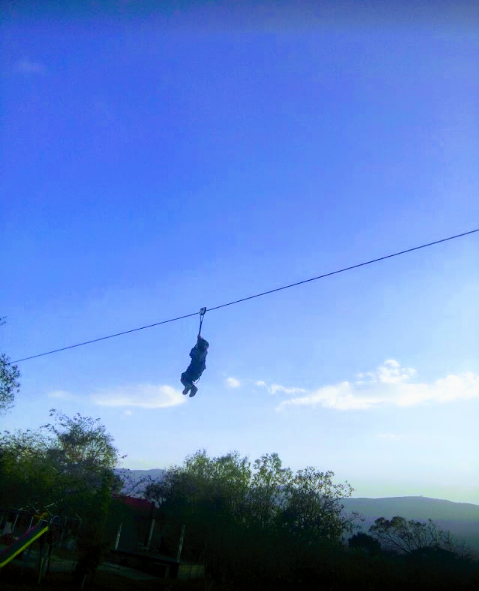
Adulto divirtiéndose en una tirolesa, a 10 minutos de San Fernando

### Calles
San Fernando se caracteriza por tener calles muy inclinadas, se pueden encontrar  calles con un ángulo de 20°, 30° y 35°, muy largas y estrechas, provocando cansancio a los visitantes y a los mismos habitantes.

## Clima
(A)C(fm) semicálido húmedo con lluvias todo el año, que abarca el 87.63%; C(fm)C, templado húmedo con lluvias todo el año el 8.04%;C(m)(w) templado húmedo con lluvias en verano, el 3.89 % y A(mf) cálido húmedo.

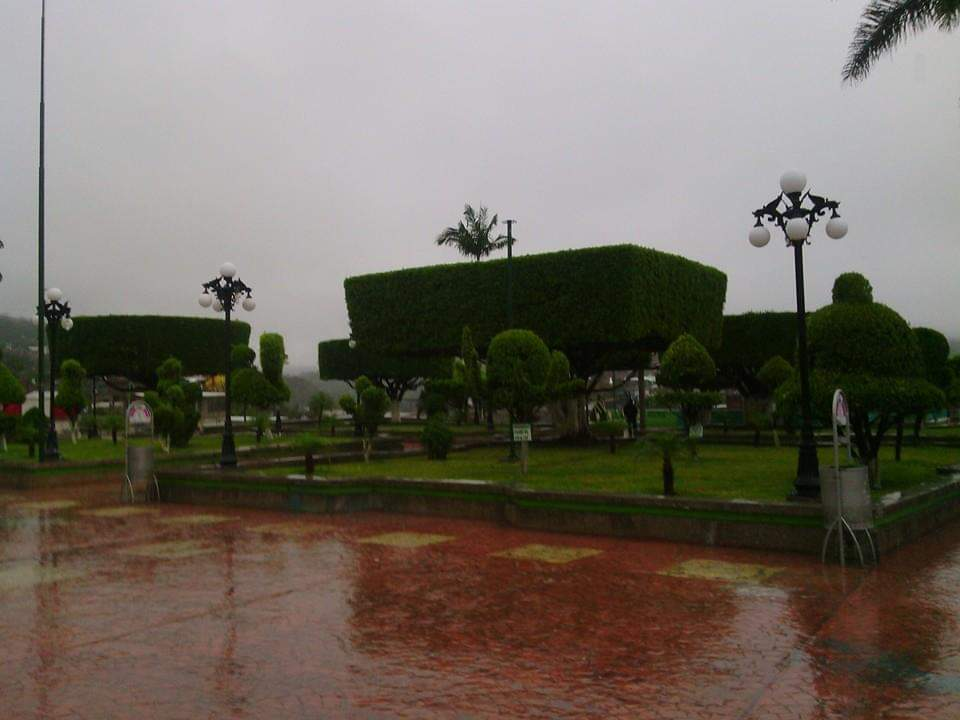
Día lluvioso en el Parque Central

En San Fernando el clima es fresco, por lo que es muy común verlo rodeado por neblina el 65% del año. Tiene una temperatura media anual de 22.5 °C, las temperaturas más calurosas comienzan desde marzo hasta agosto con máximas de hasta 33 °C. Las temperaturas frescas comienzan desde septiembre hasta el mes de febrero con una mínima de 9 °C. A continuación se presentarán los datos históricos de temperatura y una tabla anual que comprende el periodo 1981-2010 obtenidos por el SMN (Servicio Meteorológico Nacional).
Temperaturas históricas de San Fernando, Chiapas
- Temperatura máxima: 40.5 °C (2 de julio de 1987)
- Temperatura mínima: 0 °C (9 de marzo de 1985)

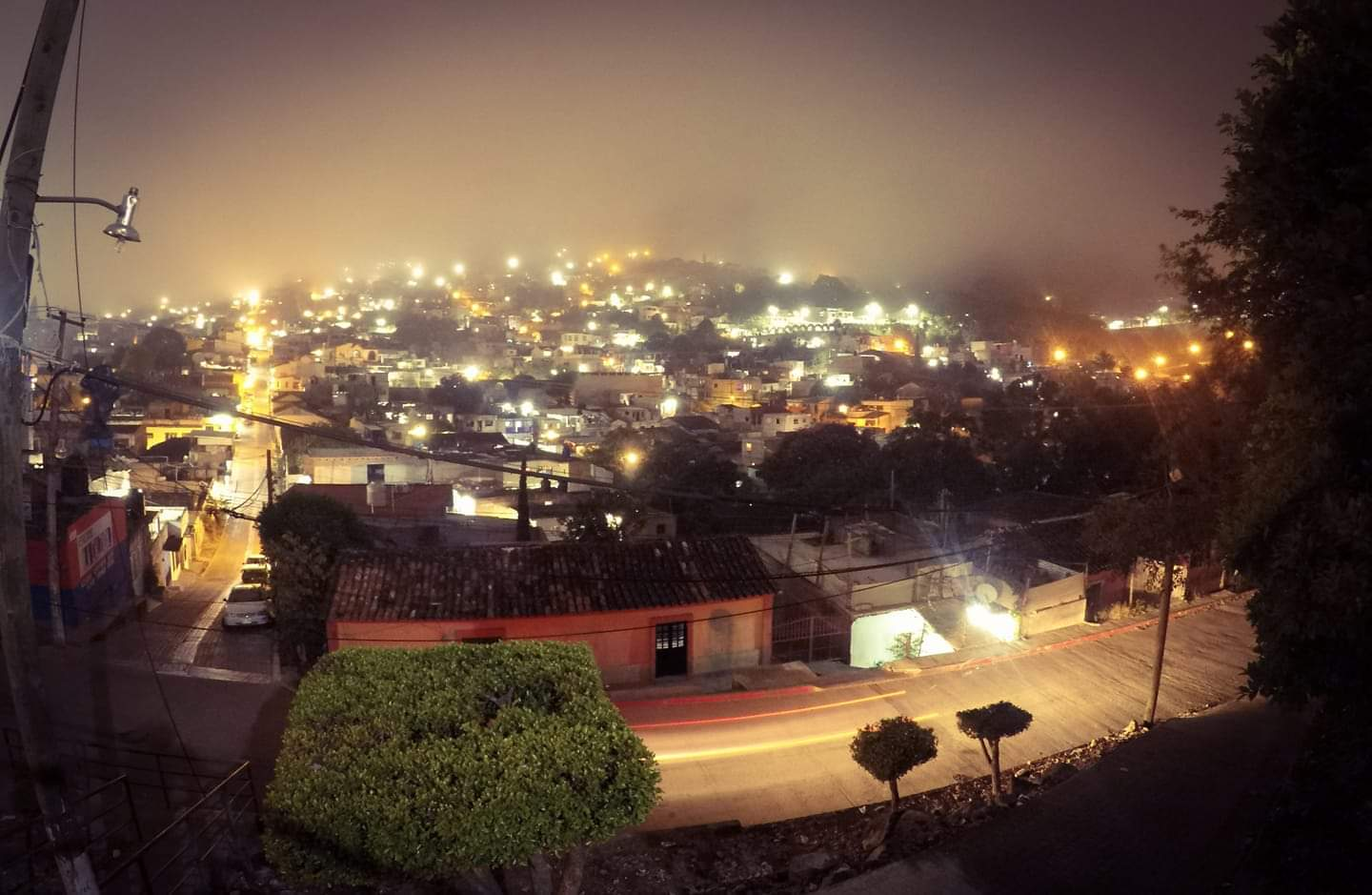
Noche con niebla, San Fernando, Chiapas

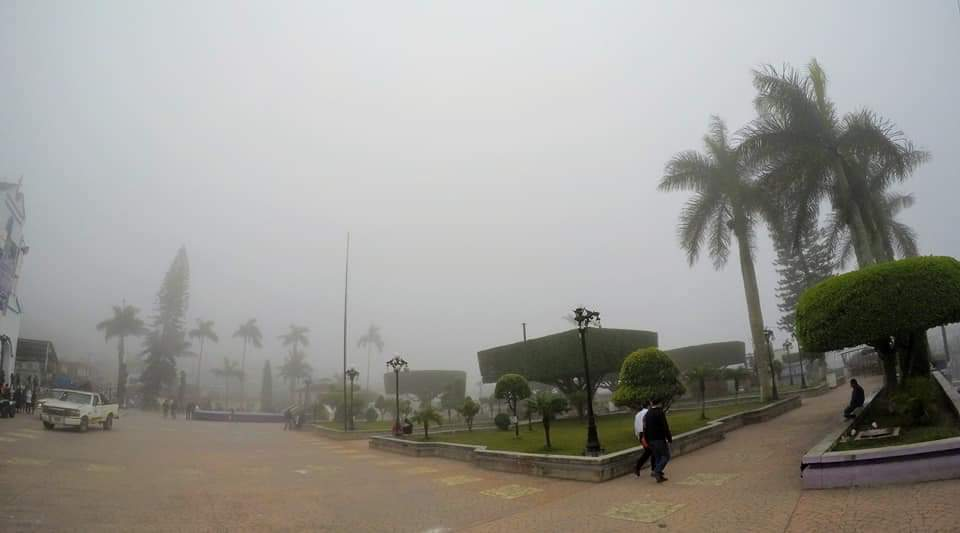
Parque central acompañado de niebla

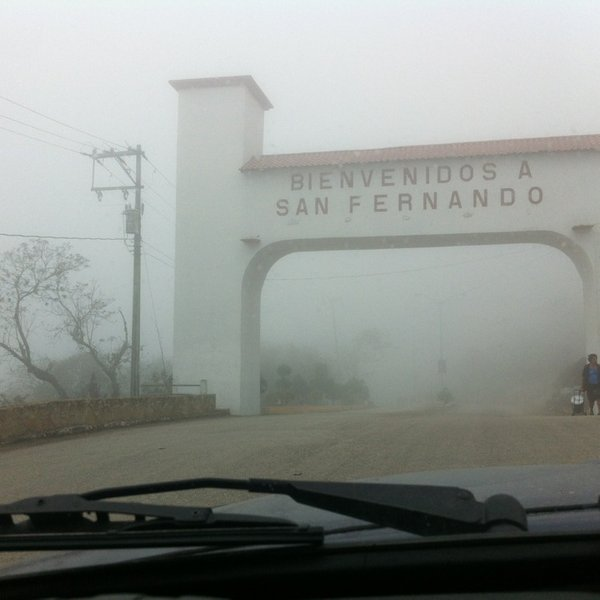
El arco de San Fernando, con densa capa de niebla

| Parámetros climáticos promedio de San Fernando Chiapas | Parámetros climáticos promedio de San Fernando Chiapas | Parámetros climáticos promedio de San Fernando Chiapas | Parámetros climáticos promedio de San Fernando Chiapas | Parámetros climáticos promedio de San Fernando Chiapas | Parámetros climáticos promedio de San Fernando Chiapas | Parámetros climáticos promedio de San Fernando Chiapas | Parámetros climáticos promedio de San Fernando Chiapas | Parámetros climáticos promedio de San Fernando Chiapas | Parámetros climáticos promedio de San Fernando Chiapas | Parámetros climáticos promedio de San Fernando Chiapas | Parámetros climáticos promedio de San Fernando Chiapas | Parámetros climáticos promedio de San Fernando Chiapas | Parámetros climáticos promedio de San Fernando Chiapas |
| Mes                                                    | Ene.                                                   | Feb.                                                   | Mar.                                                   | Abr.                                                   | May.                                                   | Jun.                                                   | Jul.                                                   | Ago.                                                   | Sep.                                                   | Oct.                                                   | Nov.                                                   | Dic.                                                   | Anual                                                  |
| ------------------------------------------------------ | ------------------------------------------------------ | ------------------------------------------------------ | ------------------------------------------------------ | ------------------------------------------------------ | ------------------------------------------------------ | ------------------------------------------------------ | ------------------------------------------------------ | ------------------------------------------------------ | ------------------------------------------------------ | ------------------------------------------------------ | ------------------------------------------------------ | ------------------------------------------------------ | ------------------------------------------------------ |
| Temp. máx. abs. (°C)                                   | 40.0                                                   | 39.0                                                   | 39.0                                                   | 40.0                                                   | 40.0                                                   | 39.0                                                   | 40.5                                                   | 39.0                                                   | 39.0                                                   | 39.0                                                   | 37.5                                                   | 37.0                                                   | 39.8                                                   |
| Temp. máx. media (°C)                                  | 26.6                                                   | 28.1                                                   | 30.3                                                   | 32.2                                                   | 32.0                                                   | 30.6                                                   | 29.3                                                   | 29.3                                                   | 29.1                                                   | 27.7                                                   | 27.0                                                   | 26.4                                                   | 29.1                                                   |
| Temp. media (°C)                                       | 20.0                                                   | 20.8                                                   | 22.3                                                   | 24.2                                                   | 24.7                                                   | 24.0                                                   | 23.4                                                   | 23.4                                                   | 23.3                                                   | 22.1                                                   | 21.1                                                   | 20.2                                                   | 22.5                                                   |
| Temp. mín. media (°C)                                  | 13.5                                                   | 13.5                                                   | 14.3                                                   | 16.3                                                   | 17.5                                                   | 17.5                                                   | 17.5                                                   | 17.5                                                   | 17.4                                                   | 16.5                                                   | 15.1                                                   | 13.9                                                   | 15.9                                                   |
| Temp. mín. abs. (°C)                                   | 5.0                                                    | 7.0                                                    | 0.0                                                    | 5.0                                                    | 9.0                                                    | 10.0                                                   | 8.0                                                    | 9.0                                                    | 10.0                                                   | 9.0                                                    | 5.0                                                    | 5.0                                                    | 6.8                                                    |
| Precipitación total (mm)                               | 11.6                                                   | 17.0                                                   | 4.8                                                    | 14.5                                                   | 72.3                                                   | 161.6                                                  | 106.9                                                  | 150.5                                                  | 182.3                                                  | 104.4                                                  | 31.1                                                   | 26.8                                                   | 937.8                                                  |
| Fuente: Servicio Meteorológico Nacional                |                                                        |                                                        |                                                        |                                                        |                                                        |                                                        |                                                        |                                                        |                                                        |                                                        |                                                        |                                                        |                                                        |

## Vegetación
La vegetación presente en el municipio es la siguiente: vegetación secundaria (selva baja caducifolia y subcaducifolia con vegetación secundaria arbustiva y herbácea) que abarca el 46.99%; selvas húmedas y subhúmedas (selva alta y mediana subperennifolia) el 11.87%; bosque de coníferas (bosque de pino - encino) el 5.15%; selvas secas (selva baja caducifolia y subcaducifolia) el 5.07%; bosques caducifolios (bosque de encino) el 3.99% y pastizales y herbazales (pastizal inducido) que ocupa el 2.11 % de la superficie municipal.
Su vegetación está compuesta por selva mediana y bosque de encino-pino.

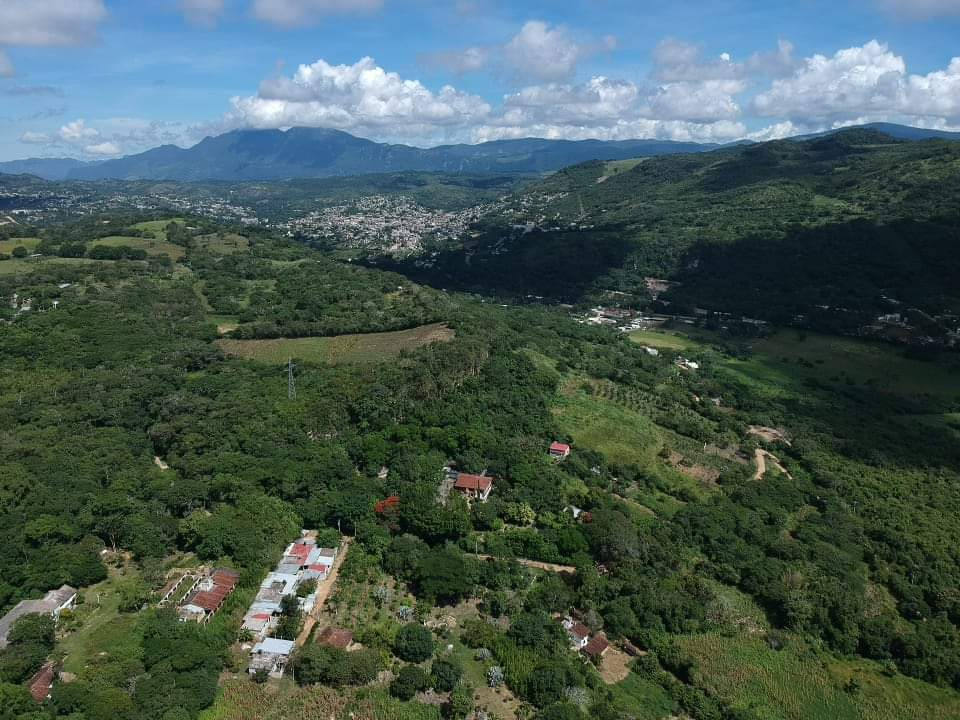
Ecología de San Fernando

El municipio cuenta con 22,093.72 has. de áreas naturales protegidas, que representa el 61.35% de la superficie municipal y el 1.71% del territorio estatal.

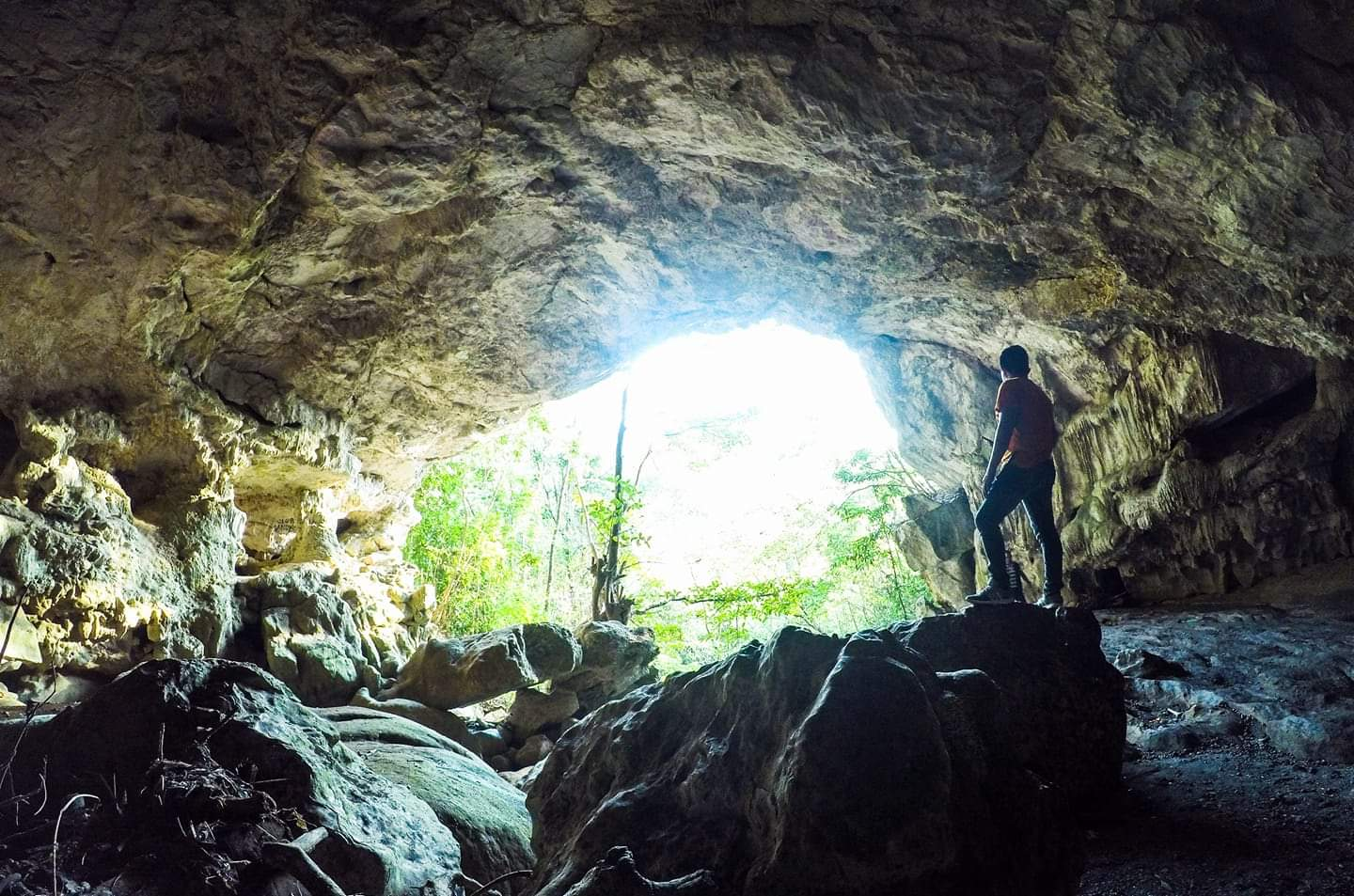
Cueva en la colonia Cuauhtémoc

Abarca una gran parte de la Zona Protectora Forestal Vedada "Villa Allende" la cual está constituida principalmente por vegetación secundaria (selva baja caducifolia y subcaducifolia con vegetación secundaria arbustiva y herbácea), 17,418.701 has. de esta reserva se encuentran en el municipio representando el 48.37% de la superficie municipal, también abarca una porción del Parque nacional "Cañón del Sumidero" la cual está constituido por vegetación secundaria (selva baja caducifolia y subcaducifolia con vegetación secundaria arbustiva y herbácea), 4,675.019 has. de esta reserva se encuentran dentro del municipio representando el 12.98% del territorio municipal.

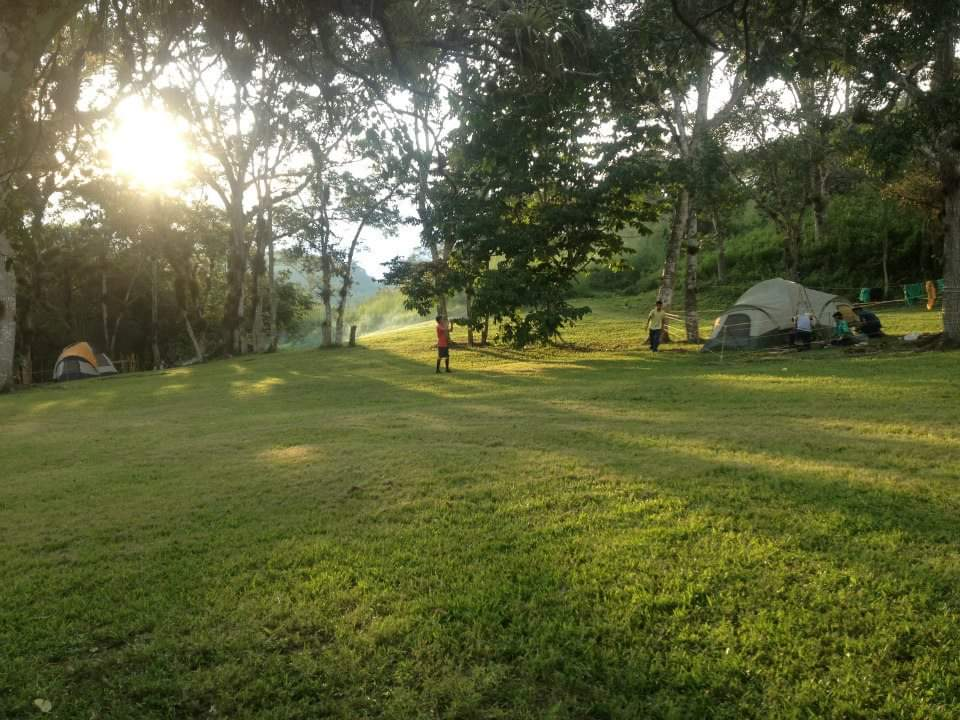
Zona ecológica

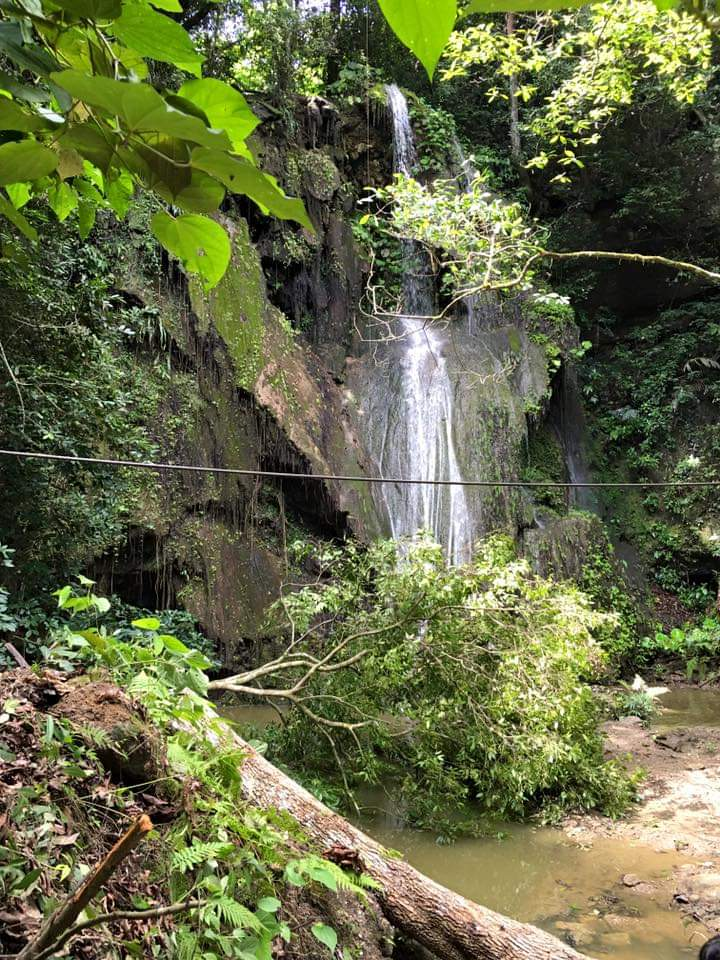
Cascada en la ribera Tzitzún, área ecológica.

El representativo más destacado de este municipio, es el cerro llamado "Las Plumas" mayoritariamente conocido por las personas, aunque posee otros nombres como "Shahuipac", "La Marimba" o "La M",  con una altitud de 856 metros de altura desde San Fernando, y una altitud a nivel del mar de 1742 metros llegando a verse desde prácticamente todo el municipio y en partes elevadas de la capital, como la meseta de Copoya en Tuxtla Gutiérrez.

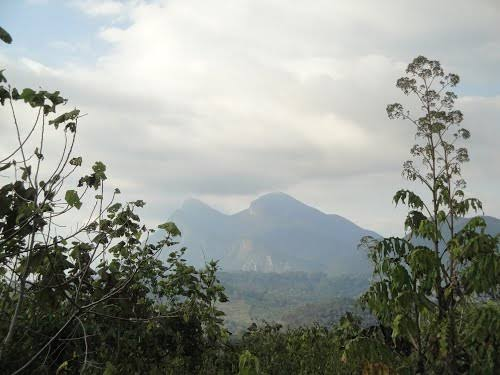
Cerro de Las Plumas

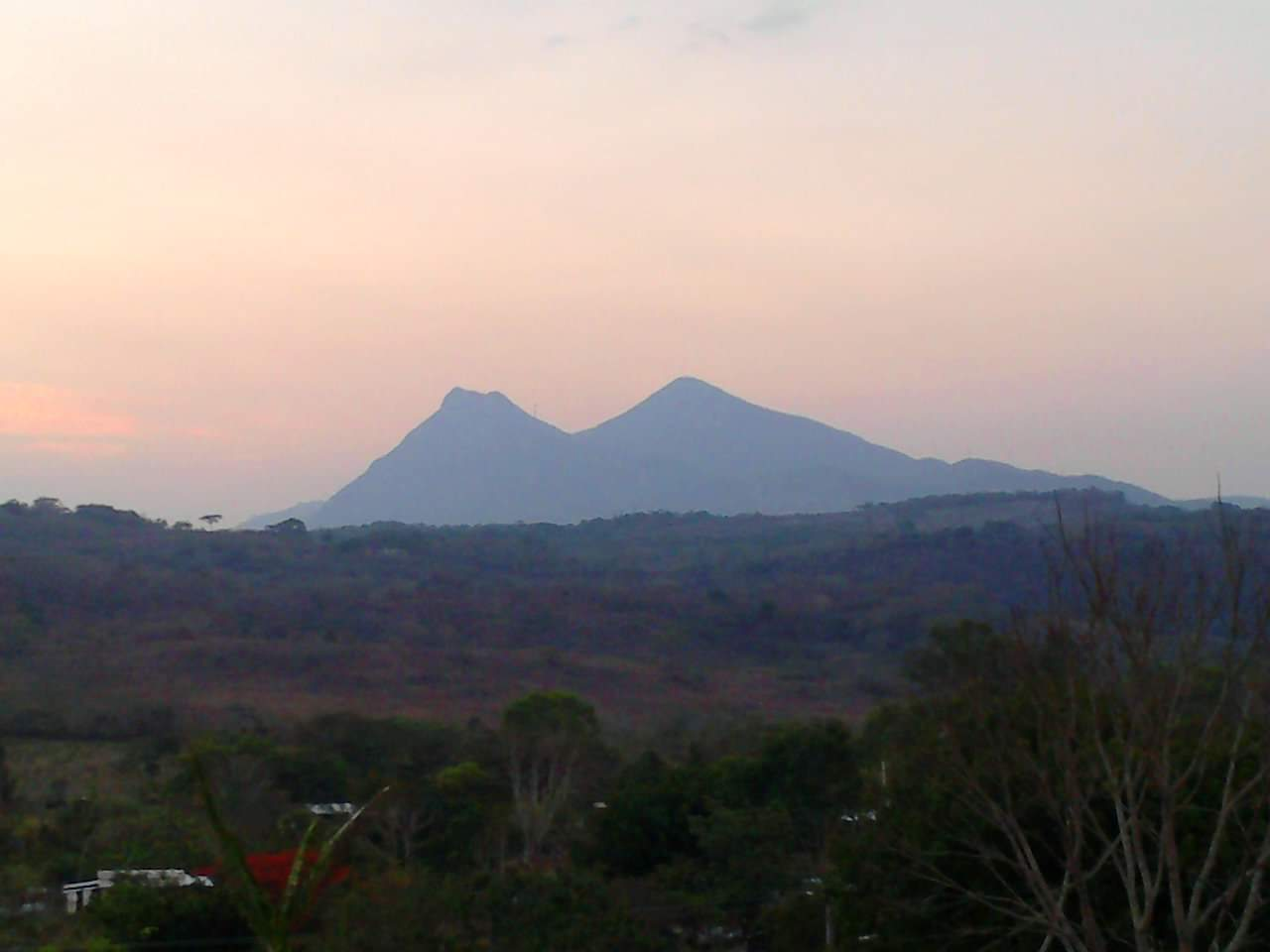
Cerro de Las Plumas al amanecer

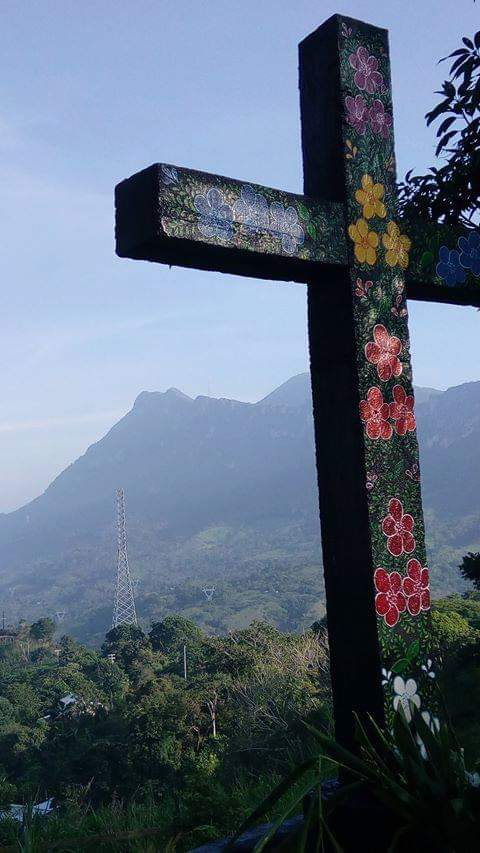
Cruz artesanal frente al cerro de Las Plumas

## Hechos Históricos
El 20 de octubre de 1851 se declara pueblo a la Hacienda de las Ánimas, con el nombre de San Fernando, en honor del santo patrono por el gobernador constitucional del estado Fernando Nicolás Maldonado, formando parte del Departamento de Tuxtla.

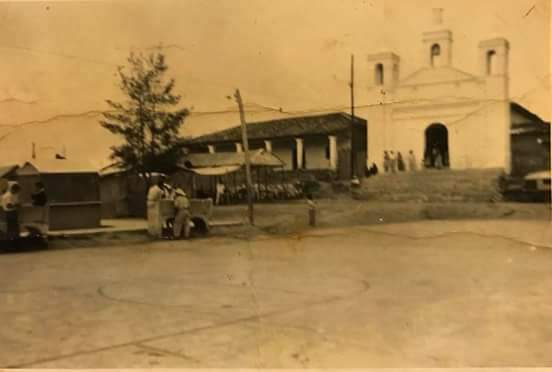
Antigua Iglesia y palacio municipal de San Fernando

En 1883 se divide el estado en 12 Departamentos siendo este parte de Tuxtla.
En 1915 desaparecen las jefaturas políticas y se crean 59 municipios libres, estando este dentro de esta primera remunicipalización.
En 1970 se inicia la construcción de la presa hidroeléctrica "Manuel Moreno Torres", que trae gran desarrollo, se pavimenta la carretera a Tuxtla y Chicoasén.
En 1983 para efectos del Sistema de Planeación, se ubica en la región I Centro.

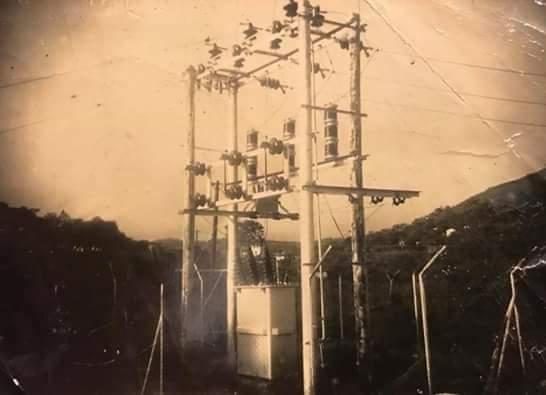
Antigua subestación eléctrica

### Acontecimientos importantes
- Aproximadamente en 1500, es fundado el poblado zoque "Tzonoapan" (Cabeza del agua)
- En el último cuarto del siglo XVIII (entre 1770 y 1790) María Gertrudis de Olachea y Michelena, dona al matrimonio de  Manuel Esteban de la Cal y Mayor y Feliciana Pérez Paris, un terreno en el que se funda la finca "El Rosario".

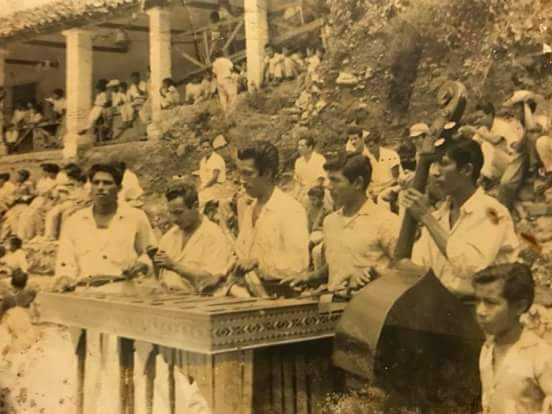
Evento musical de marimbas

- Alrededor de 1800, Manuel Esteban, construye la Iglesia del Rosario, donde, al pasar los años son sepultados los "principales" de la región y con el tiempo se decía que por las noches se veían las sombras de los muertos y luces al interior, por lo que se le conoce como "Las Animas del Rosario".
- El 20 de octubre de 1851 se declara pueblo a la Hacienda de las Ánimas (llamado así por la particular neblina en este lugar), con el nombre de San Fernando, en honor del santo patrono por el gobernador constitucional del estado Fernando Nicolás Maldonado, formando parte del Departamento de Tuxtla.
- En 1860, Soledad Bustamante, que fue una de las fundadoras de Berriozábal, dona al pueblo la imagen de la Virgen del Rosario.
- En 1883 se divide el estado en 12 Departamentos siendo este parte de Tuxtla.

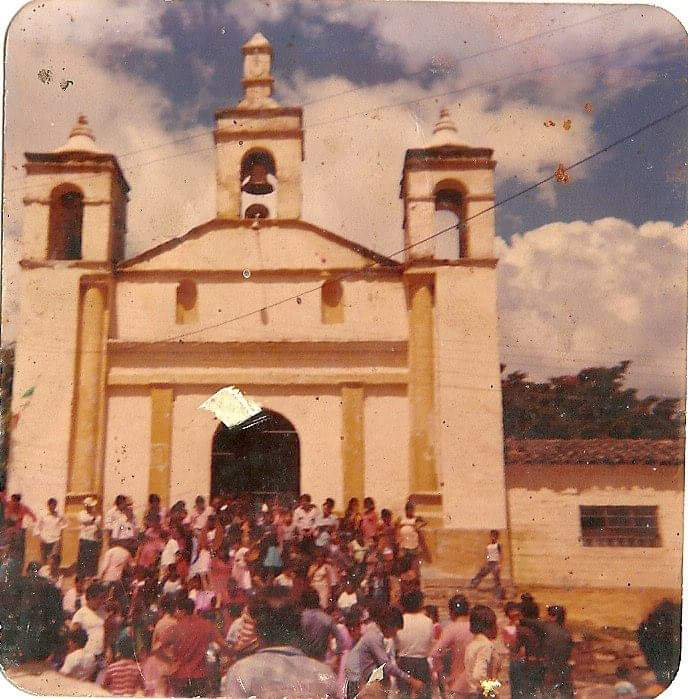
Antigua Iglesia de San Fernando

- En 1915 desaparecen las jefaturas políticas y se crean 59 municipios libres, estando este dentro de esta primera remunicipalización.
- En 1930 nace la escritora, investigadora, coreógrafa actriz y bailarina Marta Arévalo Osorio
- En 1970 se inicia la construcción de la presa hidroeléctrica Manuel Moreno Torres, que trae gran desarrollo, se pavimenta la carretera a Tuxtla y Chicoasén.
- En 1983 para efectos del Sistema de Planeación, se ubica en la región I Centro.
- En el 2006 es considerada como "La puerta al mundo Zoque en Chiapas"

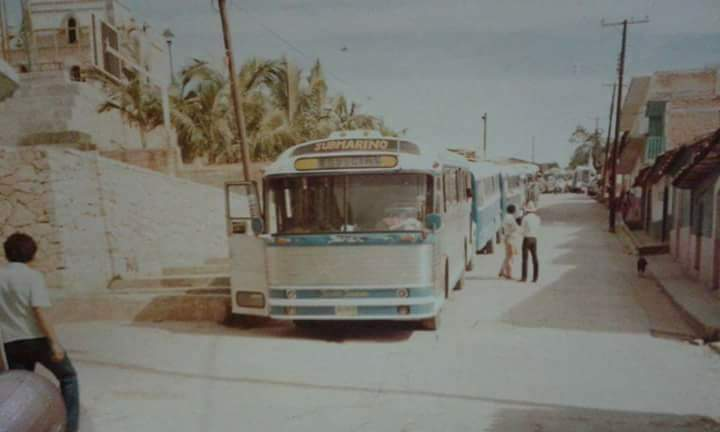
Antiguo transporte de San Fernando, Chiapas